# Jour de terreur
Pour plus de détails, voir Fiche technique et Distribution.
Jour de terreur (titre original : Cause for Alarm!) est un film américain réalisé par Tay Garnett sorti en 1951.

## Synopsis
George Jones, dont la santé n'est pas bonne, est persuadé que sa femme veut l'assassiner. Peu de temps après avoir écrit une lettre aux autorités, il décède d'une crise cardiaque. Tous les indices accusent sa femme mais cette dernière est innocente. Comment va-t-elle pouvoir prouver qu'elle n'est pas responsable de la mort de son époux ?

## Fiche technique
- Titre : Jour de terreur
- Titre original : Cause for Alarm!
- Réalisation : Tay Garnett
- Scénario : Mel Dinelli et Tom Lewis d'après une histoire de Larry Marcus
- Musique : André Previn
- Photographie : Joseph Ruttenberg
- Montage : James E. Newcom
- Direction artistique : Cedric Gibbons et Arthur Lonergan
- Décors : Edwin B. Willis
- Producteur : Tom Lewis
- Société de production et de distribution : Metro-Goldwyn-Mayer
- Pays d'origine :  États-Unis
- Langue : anglais
- Genre : Film dramatique, Film policier, Thriller, Film noir
- Format : Noir et blanc - Son : Mono (Western Electric Sound System)
- Durée : 74 minutes
- Date de sortie :
  - États-Unis : 30 mars 1951 New York

## Distribution

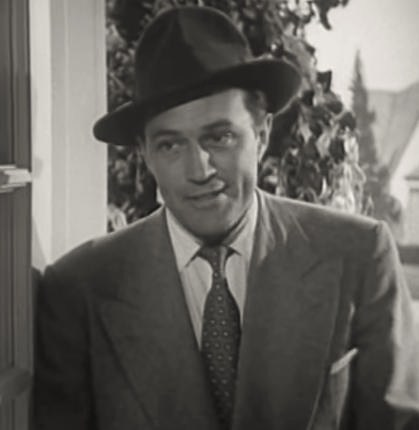
Don Haggerty dans une scène du film.

- Loretta Young : Ellen Jones(Brown) / Narratrice
- Barry Sullivan : George Z. Jones
- Bruce Cowling : Lieutenant Ranney Grahame
- Margalo Gillmore : Tante Clara Edwards
- Brad Morrow : Hoppy
- Irving Bacon : Joe Carston, Postier
- Georgia Backus : Mme Warren la voisine
- Don Haggerty : Mr. Russell, notaire
- Art Baker : Surintendant de Bureau de poste
- Richard Anderson : Marin

## DVD
- France :

- DVD-9 Keep Case sorti le 5 octobre 2010 chez Wild Side Vidéo. Le ratio écran est en 1.33:1 plein écran 4:3 en version originale sous-titrée en français. L'image a été restaurée. Aucun supplément n'est présent. Il s'agit d'une édition Zone 2 Pal.
- États-Unis :

- DVD-9 Keep Case sorti chez Mill Creek Entertainment le 17 avril 2012 dans le coffret 50 Movies Classic Features Dark Crimes. Le ratio écran est en 1.33:1 en version originale. Pas de sous-titres et pas de suppléments. Il s'agit d'une édition toutes zones.